# 劉祉
劉祉（前7年—35年），原名終，字巨伯，漢光武帝劉秀族兄，舂陵康侯劉敞之子。

## 生平
新朝末年，劉秀起兵反新，劉祉兄弟相繼率軍加入，新朝前隊大夫甄阜得知，將其家屬逮捕關入宛縣的監獄。劉秀軍隊在小長安打了敗仗，劉祉退守棘陽，甄阜將劉祉家屬母、弟及妻子全數殺害。劉玄登基為帝後，以劉祉為太常將軍，封舂陵侯。後又封為定陶王。
更始劉玄向赤眉軍投降後，劉祉於是逃亡投奔洛陽。在劉秀登基為帝後，在當時漢朝宗室只有劉祉先來投靠。建武二年四月甲午（26年5月7日），封劉祉為城陽王，賜與乘輿、御物、車馬、衣服等物，追謚其父劉敞為舂陵康侯。建武十一年（35年）春，劉祉病發身亡，時年43歲。死前上交城陽王璽綬，並願意以列侯身份供奉在先人祭祀之中。後謚為恭王，安葬在洛陽北芒。

## 子女
- 劉平，為蔡陽侯。
- 劉堅，為高鄉侯。

## 延伸阅读
[在维基数据编辑]
 《後漢書·卷14》，出自范晔《後漢書》